# Hålevattnet (Högsäters socken, Dalsland)
Hålevattnet är en sjö i Färgelanda kommun i Dalsland och ingår i Örekilsälvens huvudavrinningsområde.